# Ísis Valverde
Pour les articles homonymes, voir Valverde.
Ísis Valverde, née le 17 février 1987 à Aiuruoca, est une actrice brésilienne qui a joué un rôle principal dans la telenovela de 2010 Ti Ti Ti et a participé à plusieurs autres telenovelas

## Biographie
Valverde naît à Aiuruoca, dans le Minas Gerais. Elle déménage à Belo Horizonte pour étudier à l'âge de 15 ans. Elle joue dans plusieurs publicités à l'âge de 16 ans et s'installe à Rio de Janeiro à 18 ans pour étudier le théâtre. Elle a des grands-parents italiens.

## Filmographie

### Télévision
| Année | Telenovela         | Rôle                                  |
| ----- | ------------------ | ------------------------------------- |
| 2006  | Sinhá Moça         | Ana do Véu (Ana Luísa Maria Teixeira) |
| 2007  | Paraíso Tropical   | Telma Linhares                        |
| 2008  | Beleza Pura        | Rakelli dos Santos Ferreira           |
| 2009  | Caminho das Índias | Camila Félix Gallo Goulart Ananda     |
| 2010  | Ti Ti Ti           | Marcela de Andrade                    |
| 2012  | As Brasileiras     | Catarina (Episode: A Culpada de BH)   |
| 2012  | Avenida Brasil     | Suelen                                |
| 2013  | O Canto da Sereia  | Sereia                                |
| 2014  | Amores Roubados    | Antônia                               |
| 2014  | Boogie Oogie       | Sandra                                |
| 2017  | A Força do Querer  | Ritinha                               |

### Cinéma
| Année | Film                             | Rôle                       |
| ----- | -------------------------------- | -------------------------- |
| 2007  | Ré Bemol                         |                            |
| 2013  | Faroeste Caboclo                 | Maria Lúcia                |
| 2013  | Turbo                            | Burn/Brasa (Brazilian dub) |
| 2017  | Amor.com                         | Katrina Soutto             |
| 2017  | Malasartes e o Duelo com a Morte | Áurea                      |
| 2018  | Simonal                          | Tereza Pugliesi            |

- 2025 : Alarum de Michael Polish

### Prix et nominations
| Prix  | Prix       | Prix            | Prix                    | Prix               |
| Année | Resultat   | Prix            | Categorie               | Titre              |
| ----- | ---------- | --------------- | ----------------------- | ------------------ |
| 2008  | Lauréat    | Capricho Awards | Best National Actress   | Beleza Pura        |
| 2008  | Lauréat    | Melhores do Ano | Best Supporting Actress | Beleza Pura        |
| 2009  | Nomination | Capricho Awards | Best National Actress   | Caminho das Índias |
| 2013  | Lauréat    | Melhores do Ano | Best Supporting Actress | Avenida Brasil     |